# Northrop F-15 Reporter
«Northrop F-15 Reporter» («RF-61») — самолёт для выполнения воздушной разведки и аэрофотосъемки. Последний самолёт аэрофотосъемки и воздушной разведки в ВВС США с поршневыми двигателями внутреннего сгорания.

## История
Самолёт был создан на базе Northrop P-61 Black Widow. В июле 1944 года на базе P-61 была начата разработка самолёта для аэрофоторазведки — новый самолёт должен был иметь тандемную кабину со спаренным управлением и фюзеляж рассчитанный на установку до 16 камер. Двигатели P-61 — Double Wasp R-2800-65 были заменены на более мощные R-2800-C, что вместе с более обтекаемой фюзеляжной гондолой дало увеличение скорости (по сравнению с Black Widow) на 113 км/ч. В нос самолёта устанавливалось до 6 фотокамер 17 различных видов — что делало его на 20 сантиметров длиннее P-61.
F-15 был рассчитан на двух членов экипажа — кресла с отклоняющейся спинкой располагались тандемно под большим общим фонарём. Заднее рабочее место было снабжено основными органами пилотирования — позволяющие сидящему сзади оператору подменять пилота. Тем не менее, основой задачей сидящего сзади оператора являлось управление камерами и навигация. Так как оба члена экипажа имели как лётную подготовку, так и дополнительное обучение ведению воздушной разведки, то обычно во время полёта обязанности чередовались.
Всего было построено 36 самолётов — 9 были переданы командованию материально-технического обеспечения ВВС США, остальные 27 отправлены морем в 8-ю фоторазведывательную эскадрилью 71 разведывательной группы (Фукуока, Япония). Как минимум три машины прибыли на место в таком плохом состоянии, что были сразу разобраны на запчасти, а ещё две списаны со службы. Сложности в обслуживании и недостаток запасных частей привело к тому, что F-15 редко поднимался в небо. Некоторые члены экипажей заявляли даже, что многие детали были скреплены с помощью простой проволоки.

## Выполнение задач
В 1948 году, во время службы в 8-й эскадрилье, эти самолёты выполнили ряд очень важных задач. В частности вместе с Boeing B-29 Superfortress их использовали в программе Post Hostilities Mapping Program. Одной из главных задач этой программы являлась фотокартография Корейского полуострова. Материалы программы оказались очень востребованными в 50-х годах, когда началась война. Подразделение F-15A также было отправлено на Филиппины и Сулавеси в 5-ю разведывательную группу 13-й армии ВВС США, где они картографировали для прокуроров по военным преступлениям маршрут Батаанского марша смерти.
Ряд факторов, в том числе появление таких реактивных самолётов как RF-80, привели в 1947 году к отмене заказа на производство F-15A. В производстве F-15A использовались в основном детали, произведённые ранее для P-61C (выпуск прекращён в 1946 году). Позже ВВС США провело переименование всех своих типов самолётов и F-15A получает обозначение RF-61C (так как он построен на базе P-61C).
Уцелевшие F-15 были переправлены на хранение в Татикаву где большинство было разобрано. Несколько самолётов было возвращено в США. Эти самолёты ограниченно использовались комитетом по воздухоплаванию и в проекте Thunderstorm (сбор данных о грозах). В 1952 году самолёт признан устаревшим. Один самолёт был продан в частные руки и летал до 1968 года — самолёт разбился выполняя тушение лесного пожара.